# Vaner
Vaner (fornnordiska. vanir [ˈwɑniʐ], sing. Vanr [ˈwɑnʐ]) är i nordisk mytologi ett av de båda huvudsakliga gudasläktena; det andra är asarna. Uppdelningen i asar och vaner har huvudsakligen betydelse för den myt som brukar benämnas vanakriget, vilket enligt Valans spådom var "den första folkstriden i världen". Kriget slutade med att asar och vaner utbytte gisslan. Vanen Njord blev asarnas gisslan tillsammans med sina barn Frej och Freja. Dessa är de enda vaner som är kända vid namn. Utöver vanakriget verkar skillnaden mellan gudasläktena sakna betydelse.

## Tolkningar
Då Njord, Frej och Freja alla kan kopplas till fruktbarhet (havets, jordens respektive den mänskliga) har man velat se vanerna som fruktbarhetsgudar. En tidig tolkning är att kulten av vanerna skulle vara en äldre religion än asakulten, och att vanakriget är en mytologisk tolkning av ett religionsskifte. Detta synsätt har blivit mindre vanligt, särskilt sedan den franske religionsforskaren George Dumézil påvisat likheter mellan vanakriget och andra mytologiska konflikter hos olika urindoeuropeiska folk. Ett annat argument mot detta finns i sagorna själva: av Völuspá att döma ges det starka vinkar om att vanerna har övertaget i kriget. 
I den poetiska Eddan förekommer uttrycket "asar och alver", och verkar betyda "alla gudarna". Av denna anledning har man kopplat samman alver med vaner, antingen genom tolkningen att "alv" och "van" är synonymer, eller att alver är mindre fruktbarhetsandar och vaner högre gudomar på detta område. Det bör noteras att begreppet vanr endast är känt från det nordgermanska språkområdet, medan ord etymologiskt besläktade med álfr förekommer i flera västgermanska namn och skrifter. I den poetiska Eddan används begreppet vaner nästan uteslutande av alitterativa skäl och förvirrande nog kallas guden Heimdall både van och as i samma strof i Trymskvida (strof 15). Vidare är det inte uppenbart från den poetiska Eddan att det är vanerna som asarna slåss mot i det så kallade vanakriget. Det är istället en tolkning som Sturlasson gjorde. 
Enligt Heimskringla av Snorre Sturlasson, där gudarna uppträder förmänskligade till forntida hjältar och konungar, levde vanerna ursprungligen i "Vanaheim" norr om Svarta Havet, vid en flod som kallades "Tanakvísl eða Vanakvísl". Tanakvísl kan betyda antingen en biflod till eller mynningen till Tanais (det antika namnet på floden Don). Vanaheimr nämns i Sången om Vavtrudner, men ges ingen geografisk position, som så många andra av mytologins platser.
Det har spekulerats i att vanerna praktiserade äktenskap mellan syskon. I syfte att smäda de andra gudarna, säger Loke i Loketrätan att Freja gått till sängs med alla de närvarande gudarna inklusive sin bror Frej och att Njord ska ha fått sonen Frej med sin syster. Namnet på Njords syster är inte känt i några källor, men man har rekonstruerat namnet Njärd. Vi får sålunda paren Njord-Njärd och Frej-Freja. Huruvida det överensstämmer med mytologin eller om det endast är en misstolkning av Lokes förtal och smädelser kan diskuteras, men enligt Loketrätan kommer slutligen Tor till gillet och får genom hot Loke att ge sig av därifrån. Det har också spekulerats om Fjorgynn och Fjorgyn kan vara ett sådant par, men det finns inte heller belägg för.